# Bocskor Bíborka
Bocskor Bíborka (Csíkszentmárton, 1982. augusztus 16. –) erdélyi születésű magyar énekesnő, dalszövegíró, a Magashegyi Underground frontembere.

## Pályafutása
Csíkszentmártonban született, a romániai Erdély egyik falujában. Szülei gazdaságot vezettek, ő pedig segített a termények és az állatok körüli munkákban. A csíkszeredai Nagy István Művészeti Középiskolában tanult, majd felvételt nyert a Marosvásárhelyi Művészeti Egyetemre.
2003-ban abbahagyta egyetemi tanulmányait, és a magyar fővárosba, Budapestre költözött. 2006-ban hatodik helyen végzett a Megasztár harmadik évadjában. Ugyanebben az évben csatlakozott a Magashegyi Undergroundhoz. A zenekar számos dalához dalszöveget is írt. Ő és a zenekar többi tagja arra kérte rajongóit, hogy ne szavazzanak rájuk SMS-ben a 2008-as Fonogram-díjkiosztón, mivel a díjbeküldés díja 240 forint volt, amit túlzónak tartottak.
A Magashegyi Underground számára Závada Péter és Tóth Krisztina írók verseiből írt dalokat.

## Zenei stílusa
Zenei stílusát mély, lírai dalszövegek jellemzik. A Magashegyi Underground művészete nem a slágerekre, hanem az atmoszférára épít – az első albumuk, az Ezer Erdő instrumentális bevezetéssel indít, különleges hangulatot teremtve.

## Előadói attitűd
Bíborka fontosnak tartja, hogy élő jelenlétek során lelki kapcsolat alakuljon ki a közönséggel. Elmondása alapján a színpadon nem csupán megnyílik, hanem meghívást is küld a közönség felé – olyan interakcióra, ahol érzelmek áramlanak két irányban. Az Egymáshoz rövid az út lemezzel új, kreatív korszakot nyitott a zenekar számára.

## Magánélete
Férje Bocskor-Salló Lóránt színész és rendező; egyetemista korukban ismerkedtek meg, és együtt költöztek Magyarországra. Bíborka katolikus vallású.
Endometriózissal él. 2020-ban megszületett első lánygyermekük, Zsolna.

## Fordítás
Ez a szócikk részben vagy egészben  a   Bíborka Bocskor című angol Wikipédia-szócikk ezen változatának fordításán alapul.  Az eredeti cikk szerkesztőit annak laptörténete sorolja fel. Ez a jelzés csupán a megfogalmazás eredetét és a szerzői jogokat jelzi, nem szolgál a cikkben szereplő információk forrásmegjelöléseként.